# エリック・ベルナール
エリック・ベルナール（Éric Bernard, 1964年8月24日 - ）は、フランス出身の元レーシングドライバー。

## 経歴

### カート
カートレースからレーシングキャリアをスタートし、10代のうちにカートのフランス選手権チャンピオンを4度獲得した。1980年、16歳の時に同じカートチームに同い年のジャン・アレジが加入し、以後F1に至るまで同カテゴリーで競うことになる。二人の関係性について、「最初にジャンとレースをしたのはカートだったけど、最初からはっきりと速かった。同じカート大会でも参戦クラスが違っていれば僕らはいい友人だよ。」と語っている。

### 四輪レースデビュー
1983年、19歳になると四輪レースへのステップアップを見据えてポール・リカールのウィンフィールド・レーシングスクールで経験を積み、成績優秀だったことでエルフによる育成制度「ヴォラン・エルフ」の奨学金とフォーミュラ・ルノー参戦のスカラシップを獲得。自身でも、「ヴォラン・エルフを得たのがとても重要だった。そのおかげでフォーミュラ・ルノー・ターボに乗れるようになったからね。」と重要なステップだったとしている。翌1984年からフランス・フォーミュラ・ルノー選手権にフル参戦。同年のチャンピオンはヤニック・ダルマス、2位はミシェル・トロレのシーズンだったが、ベルナールは表彰台も経験しランキング7位の結果を残す。ランキング10位はアレジであった。2年目の1985年はエルフ・ワークスとしてサポートするエキュリー・エルフのドライバーに起用され、シーズン6勝を挙げてエリック・コマス(1勝/ランキング4位)、アレジ(ランキング5位)を破りシリーズチャンピオンを獲得する。

### フォーミュラ3
1986年からはフランスF3選手権にステップアップ。このF3初年度もエルフからのサポートはあったが、フル参戦のためのスポンサー獲得などを含めベルナール自身が参戦チームを組織しなければならなかったため、チーム名に出身のウィンフィールド・レーシング・スクールの名を使ってもよいかと打診すると、ウィンフィールドがこれを許可。スクールがこれを許したのは1973年のフォーミュラ・ルノーにルネ・アルヌーを参戦させて以来13年ぶりというベルナールへの期待の高さの現れであった。この時期はアレジ (A)、コマス (C)、ダルマス (D)と共に、それぞれの頭文字を取って「フランスの有望株ABCD」と呼ばれた。F3初年度はランキング5位を獲得。1987年はチーム名こそエキュリー・エルフと変更されたが、実質的な体制は引き続き自分のチームでの参戦であった。チームメイトに同じくエルフが支援しているコマスを迎え、2年目となるフランスF3で同年名門オレカのドライバーとなったアレジとタイトル争いを展開。チャンピオンは7勝を挙げたアレジが獲得し、ベルナールは2度の優勝、2位4回、3位3回でランキング2位となった。チームメイトのコマスはランキング6位だった。

### 国際F3000
F3での活躍により国際F3000に参戦するイギリスのラルト・ワークスからオファーを受け、1988年の国際F3000選手権にフル参戦、初めて母国以外のチームに在籍することになった。同じタイミングでアレジもフランスのオレカ（マーチ製シャシーを使用）より国際F3000へステップアップしていたが、同年はレイナードシャシーが高い戦闘力を持っていたシーズンでベルナールのラルト・RT22は苦しい戦いとなった。ラルトのロン・トーラナックはF2でのアルミ製モノコックの製作実績は豊富だったが、レースカーの主流となりつつあったカーボンファイバー製モノコックを設計・制作した初のシーズンだったため重量配分に苦しみ操縦性が悪く、その中でも同じ体制であるチームメイトのラッセル・スペンス、マルコ・グレコを常に上回り、4位・6位に入賞するなど力は示していた。しかし、第5戦モンツァでラルト勢は揃って予選不通過となったのを最後にベルナールはラルトから離脱する。当時の状況を「ラルトRT22はとても運転しづらかったけど、チームの誰もあのマシンがどれほどひどいものなのか本当のところ理解していなかった。頑張って2回ポイントも取った。だけどモンツァで予選通過もできなくなった時、途中だけどもうここは辞めるべきだと決めた。僕は富豪ではないし、せっかく集めたレース参戦資金は大事にもっと戦えるマシンを得るために使いたかった。」という。1戦欠場後、交渉がまとまり第7戦よりレイナード・88Dを使用するブロムレイ・モータースポーツに移籍した。ブロムレイでのチームメイト、ロベルト・モレノはポイントリーダーであり選手権トップの存在であったが、レイナードを得た終盤3戦でベルナールは予選・決勝ともモレノに匹敵する成績を出し、第9戦ル・マンで首位を走行、最終戦ディジョンでは2位表彰台を獲得し評価を取り戻した。シーズン終了後、翌年に向けてルネ・アルヌーとジャン＝ポール・ドゥリオを中心に、フランスドライバー育成を主眼とし新たに興されたDAMSのドライバーに起用されることが決まった。この頃からF1参戦時代まではマルセイユ近郊に在住する。
1989年、新チームのDAMSはベルナールとコマスのフランスコンビで国際F3000選手権に参戦。6月、第4戦ヘレス・サーキットでベルナールはPP・FL・優勝すべてを獲るハット・トリックで制覇。すると直後にF1ラルースからグランプリデビューの打診を受ける。国際F3000の年間ランキングではアレジ、コマスに次ぐ年間ランキング3位を得る。

### F1

#### ラルース時代
1989年7月、ヤニック・ダルマスの後任としてラルースのシートを獲得。F1デビュー戦となった地元フランスGPでは、予選15位から11位完走を果たすが、続くイギリスGPではリタイヤ。そしてこの後、ベルナールを長く支えてきたエルフ石油が、ベルナールのF3000タイトル争いを重視したことと、ラルースがエルフのライバルであるBPからの支援拡大を受け入れたことに難色を示したため、ミケーレ・アルボレートにラルースのシートを譲る結果となり、ベルナールのF1初年度は2レースのみの参戦となった。
また、この年のシーズンオフにはマクラーレンを離れることになったアラン・プロストが、ジョン・バーナードと共同で立ち上げた新チームにセカンドドライバーとして加入する話が持ち上がったが、スポンサーを得られなかったことでプロストがフェラーリ移籍を決めたためチーム設立の話も無くなり、ご破算となった。
1990年はラルース・ランボルギーニのレギュラーシートを獲得、鈴木亜久里のチームメイトとなる。開幕時に義務付けられていた予備予選を全戦で突破し、第4戦モナコGPでは決勝6位に入り、F1初ポイントを獲得。その後は第8戦イギリスGPで4位、第10戦ハンガリーGPで6位と計3度入賞。亜久里と共に活躍し、チームをランキング6位に導いた。亜久里とは良好なチームワークを築き、同年の記者取材にて「亜久里は去年大変だったけど、今年は疑いようがない速さがあるってことを周囲に見せたし、ヨーロッパのドライバーに負けないスピードがあることを証明したと思う。日本からヨーロッパに来て成功するのは普段の環境から全く違う世界だろうけど、うまく適応してるよ。今後数年間F1でやっていける実績を残したね。」と力を認めるコメントをしている。
しかしシーズン終了後、リジェチームからローラ製マシンを使用しての参戦でコンストラクターズ・ランキングに「ラルース」でエントリしているのは違反だとクレームが付き、ラルースチームとしては1990シーズンの全獲得ポイントを抹消される結果となる（ドライバーズポイントは抹消されず）。これによって国際自動車連盟（FIA）から支給されるはずだった資金が激減し、チームの資金難が深刻化。ランボルギーニV12エンジンもリジェに奪われた。
その状況で迎えた1991年は亜久里共々苦しいシーズンを強いられ、エンジンも非力でトラブル発生が多くなっていたコスワースDFRとなったことで完走は2回のみだったが、第6戦メキシコGPでは6位入賞。しかしこれ以後は第14戦スペインGPまで2度の予選落ちを含めて一度も完走することができなかった。第15戦日本GPではフリー走行中にヘアピンの立ち上がりでスピンし、コース内側のコンクリートウォールに深い角度で激突した。このクラッシュの衝撃で外れたペダルによりベルナールは左足を骨折し、このレースと最終戦を欠場した。

#### 休養期間
1992年は、左足のリハビリの最中に開幕戦を迎えた。そのため、この年はF1に参戦せず、ウィリアムズからテストドライバー、チーム・メナードからインディ500、プジョーからル・マン24時間レースのオファーを受けた。その中でプジョー・905のテストに参加したが、怪我が完治していなかったのでマーク・ブランデルが選ばれた。ワーウィック・ダルマス・ブランデルはその年のル・マンを制覇した。

#### リジェ、ロータス時代
1993年はリジェのテストドライバーとなる。リザーブドライバーとしても登録されていたが、レースへの出走機会は無かった。
翌1994年、リジェのレギュラードライバーとして3年ぶりにF1のレースシーンに復帰、第9戦ドイツGPでは、26台中18台がリタイヤする波乱のレースを生き残り、3位に入賞。最初で最後となる表彰台を獲得した。しかし、シーズンを通して速さ・安定感ともにルーキーのオリビエ・パニスに押され、予選ではパニスに3勝10敗、獲得ポイントでも差をつけられた。ベルナールが3位に入ったドイツGPでも、パニスはその前である2位を獲得していた。
第14戦ヨーロッパGP直前、ジョニー・ハーバートとのトレードという形で深刻な資金難に陥っていたロータスに移籍。しかし、ラスト2戦はミカ・サロにシートを奪われ、ロータス・109での参戦は1レースだけに留まった。
1995年は再びラルースと契約していたが、チーム自体が開幕戦に参戦することなくF1から撤退。これ以後ベルナールがF1シートを獲得することは無かった。

### スポーツカーレース
FIA GT選手権、アメリカン・ル・マン・シリーズ（ALMS）、ル・マン24時間レースなどに参戦し、2002年にドライバーを引退した。その後はシャルル・ピック、その弟のアーサー・ピックのサポートをしていた。現在は、南プロバンスのルベロンでトリュフの栽培をしている。

## 人物
ラルース時代のチームメイト・鈴木亜久里はベルナールについて、「速かったし、性格もすごく良かった。マシンセッティングの方向性も近くて1990年はレースウィークの進め方がやりやすかった。ヨーロッパのレース関係者の中でエリックの評価は高かったので、その彼に予選タイムで勝てれば自分の評価も良くなると思ってモチベーションになった。」と当時を述懐している。1991年夏にラルースの資金状態が厳しかったにもかかわらず、宿泊するホテルのグレードが良くなったグランプリがあり、「その時はエリックと二人で、これはいよいよ最後だから良い部屋にしてくれたんじゃないの？なんて話してたんだけど、彼はそういう時でも悲壮感がないんだよね。あの2年ラルースはとてもいいチームでしたよ。」と述べている。
また、同チームのエンジニアであるミッシェル・テツは、ドライバーとしてのベルナールを「技術に明るく、忍耐強くて、気分に左右されない安定感がある」と評した。
その人柄については、「礼儀正しく品があって、育ちの良さを感じさせた。困難な時でもいつも前向きだから、苦しいチーム事情の中で士気を維持するのにどれほど役立ってくれたか。」と評した。その一方で、「アグレッシブなレースをするが、根が優しくて物静かな男だったため、エンジニアに厳しく接することができない」とも指摘した。
パーマを掛けた特徴的な髪型から、日本でのテレビ実況担当の古舘伊知郎は、「フランス片田舎のパンチパーマ男」と呼んだ。

## レース戦績

### フランス・フォーミュラ3選手権
| 年     | チーム                               | シャーシ         | エンジン       | 1     | 2      | 3     | 4       | 5       | 6     | 7     | 8     | 9     | 10      | 11      | 12    | 13    | 順位 | ポイント |
| ------ | ------------------------------------ | ---------------- | -------------- | ----- | ------ | ----- | ------- | ------- | ----- | ----- | ----- | ----- | ------- | ------- | ----- | ----- | ---- | -------- |
| 1986年 | エキュリエ・エルフ・ウィンフィールド | マルティニ・Mk49 | アルファロメオ | NOG 7 | ALB 13 | MAG 4 | PAU Ret | LAC Ret | ROU 3 | LEC 3 | ALB 4 | BUG 4 | LED Ret | CET DNQ |       |       | 5位  | 48       |
| 1987年 | エキュリエ・エルフ                   | ラルト・RT31     | アルファロメオ | ALB 4 | NOG 2  | MAG 3 | DIJ 1   | LEC 2   | PAU 3 | ROU 3 | LEC 2 | LAC 2 | NOG 10  | BUG 19  | LED 1 | CET 5 | 2位  | 129      |

- 太字はポールポジション、斜字はファステストラップ。(key)

### マカオグランプリ
| 年     | チーム             | シャーシ/エンジン          | 予選 | レース1             | レース2             | 総合順位 |
| ------ | ------------------ | -------------------------- | ---- | ------------------- | ------------------- | -------- |
| 1987年 | エキュリエ・エルフ | ラルト・RT31アルファロメオ | 12位 | 台風のため1ヒート制 | 台風のため1ヒート制 | 8位      |

### 国際F3000選手権
| 年     | チーム                       | シャーシ        | エンジン        | 1       | 2       | 3       | 4      | 5       | 6     | 7       | 8       | 9       | 10    | 11    | 順位 | ポイント |
| ------ | ---------------------------- | --------------- | --------------- | ------- | ------- | ------- | ------ | ------- | ----- | ------- | ------- | ------- | ----- | ----- | ---- | -------- |
| 1988年 | チーム・ラルト               | ラルト・RT20    | ジャッド・BV    | JER 6   | VLL 10  | PAU 4   | SIL 11 | MNZ DNQ | PER   |         |         |         |       |       | 9位  | 13       |
| 1988年 | ブロムレイ・モータースポーツ | レイナード・88D | コスワース・DFV |         |         |         |        |         |       | BRH DSQ | BIR DSQ | BUG Ret | ZOL 4 | DIJ 2 | 9位  | 13       |
| 1989年 | DAMS                         | ローラ・T89/50  | 無限・MF308     | SIL Ret | VLL Ret | PAU Ret | JER 1  | PER Ret | BRH 4 | BIR 4   | SPA Ret | BUG 3   | DIJ 2 |       | 3位  | 25       |

- 太字はポールポジション、斜字はファステストラップ。(key)

### F1世界選手権
| 年     | 所属チーム | シャーシ | 1       | 2       | 3       | 4       | 5       | 6       | 7       | 8       | 9       | 10      | 11      | 12      | 13      | 14      | 15      | 16      | WDC  | ポイント |
| ------ | ---------- | -------- | ------- | ------- | ------- | ------- | ------- | ------- | ------- | ------- | ------- | ------- | ------- | ------- | ------- | ------- | ------- | ------- | ---- | -------- |
| 1989年 | ラルース   | LC89     | BRA     | SMR     | MON     | MEX     | USA     | CAN     | FRA 11  | GBR Ret | GER     | HUN     | BEL     | ITA     | POR     | ESP     | JPN     | AUS     | NC   | 0        |
| 1990年 | ラルース   | LC89B    | USA 8   | BRA Ret |         |         |         |         |         |         |         |         |         |         |         |         |         |         | 13位 | 5        |
| 1990年 | ラルース   | LC90     |         |         | SMR 13  | MON 6   | CAN 9   | MEX Ret | FRA 8   | GBR 4   | GER Ret | HUN 6   | BEL 9   | ITA Ret | POR Ret | ESP Ret | JPN Ret | AUS Ret | 13位 | 5        |
| 1991年 | ラルース   | LC91     | USA Ret | BRA Ret | SMR Ret | MON 9   | CAN Ret | MEX 6   | FRA Ret | GBR Ret | GER Ret | HUN Ret | BEL Ret | ITA Ret | POR DNQ | ESP Ret | JPN DNQ | AUS     | 18位 | 1        |
| 1994年 | リジェ     | JS39B    | BRA Ret | PAC 10  | SMR 12  | MON Ret | ESP 8   | CAN 13  | FRA Ret | GBR 13  | GER 3   | HUN 10  | BEL 10  | ITA 7   | POR 10  |         |         |         | 18位 | 4        |
| 1994年 | ロータス   | 109      |         |         |         |         |         |         |         |         |         |         |         |         |         | EUR 18  | JPN     | AUS     | 18位 | 4        |

### ル・マン24時間レース
| 年     | チーム                            | コ・ドライバー                                  | 使用車両                          | クラス | 周回 | 総合順位 | クラス順位 |
| ------ | --------------------------------- | ----------------------------------------------- | --------------------------------- | ------ | ---- | -------- | ---------- |
| 1995年 | クラージュ・コンペティション      | アンリ・ペスカロロ フランク・ラゴルス           | クラージュ・C41-シボレー          | WSC    | 26   | DNF      | DNF        |
| 1996年 | Ennea SRL Igol                    | ジャン＝マルク・グーノン ポール・ベルモンド     | フェラーリ・F40 GTE               | GT1    | 40   | DNF      | DNF        |
| 1997年 | DAMS                              | ジャン＝クリストフ・ブイヨン フランク・ラゴルス | パノス・エスペランテ GTR-1        | GT1    | 149  | DNF      | DNF        |
| 1998年 | パノス モータースポーツ Inc. DAMS | クリストフ・タンソー ジョニー・オコーネル       | パノス・エスペランテ GTR-1        | GT1    | 236  | DNF      | DNF        |
| 1999年 | パノス・モータースポーツ          | デビッド・ブラバム ブッチ・ライツィンガー       | パノス・LMP-1 ロードスター-S      | LMP    | 336  | 7位      | 6位        |
| 2000年 | チーム・DAMS                      | エマニュエル・コラール フランク・モンタニー     | キャデラック・ノーススター・LMP   | LMP900 | 300  | 19位     | 9位        |
| 2001年 | チーム・DAMS                      | エマニュエル・コラール マルク・ホーセンス       | キャデラック・ノーススター・LMP01 | LMP900 | 56   | DNF      | DNF        |
| 2002年 | チーム・DAMS                      | エマニュエル・コラール J.J.レート               | キャデラック・ノーススター・LMP02 | LMP900 | 334  | 12位     | 10位       |